# Битва під Ніжином
Битва під Ніжином (27 травня 1659 року) — битва між козацько-татарськими та московськими військами на околицях міста Ніжин під час московсько-української війни 1658—1659 років. Внаслідок значних втрат та серйозного опору з боку козаків московити відмовилися від штурму міста, що мало стратегічне значення для контролю над північчю Гетьманщини.

## Передісторія
Московська-українська війна розпочалась у серпні — вересні 1658 року. Конфлікт між урядом гетьмана Івана Виговського та царським урядом переріс у відкриті бойові дії на тлі перемов між Чигирином і Варшавою про переформатування Речі Посполитої у конфедерацію трьох народів — польського, литовського та руського. Кампанія 1658 року завершилась укладенням перемир'я у грудні. Московити взяли під контроль частину Полтавщини, спираючись на підтримку місцевих козаків — учасників антигетьманського повстання під проводом Мартина Пушкаря. Невдачею закінчились і спроби Івана Виговського вибити з Києва сильний московський гарнізон воєводи Василя Шереметьєва.
Після відновлення бойових дій на початку 1659 року гетьманським військам з допомогою кримських татар вдалося відновити контроль над більшою частиною Лівобережжя. З огляду на це московський цар Олексій Михайлович наприкінці березня відправляє в Україну 30-тисячне військо на чолі з воєводою князем Олексієм Трубецьким. У його складі, зокрема — еліта помісної кінноти московські бояри, дворяни та «діти боярські». До московитів приєдналося і до 7 тисяч козаків — противників Виговського на чолі з призначеним царем «наказним гетьманом» Іваном Безпалим.
21 квітня 1659 року московити і козаки Івана Безпалого почали облогу Конотопа — важливої прикордонної фортеці, яку обороняло 4 тисячі козаків на чолі з ніжинським полковником Григорієм Гуляницьким. Намагаючись здобути місто, Олексій Трубецькой не забував і про активні дії для отримання контролю над територією Ніжинського полку.
12 травня 1659 року князь відправив каральну експедицію до Борзни, де перебували гетьманські сили на чолі з Василем Золотаренком. Московське військо очолив воєвода Григорій Ромодановський. Після запеклого бою місто захопили та спустошили («місто Борзну штурмом взяли й висікли і випалили»). Розорили й інші населені пункти Борзнянської сотні, зокрема — село Оленівку. Згідно з «розрядним списком», московити у цьому поході втратили 86 осіб убитими, 193 — пораненими.

## Ситуація в Ніжині. Підготовка заколоту

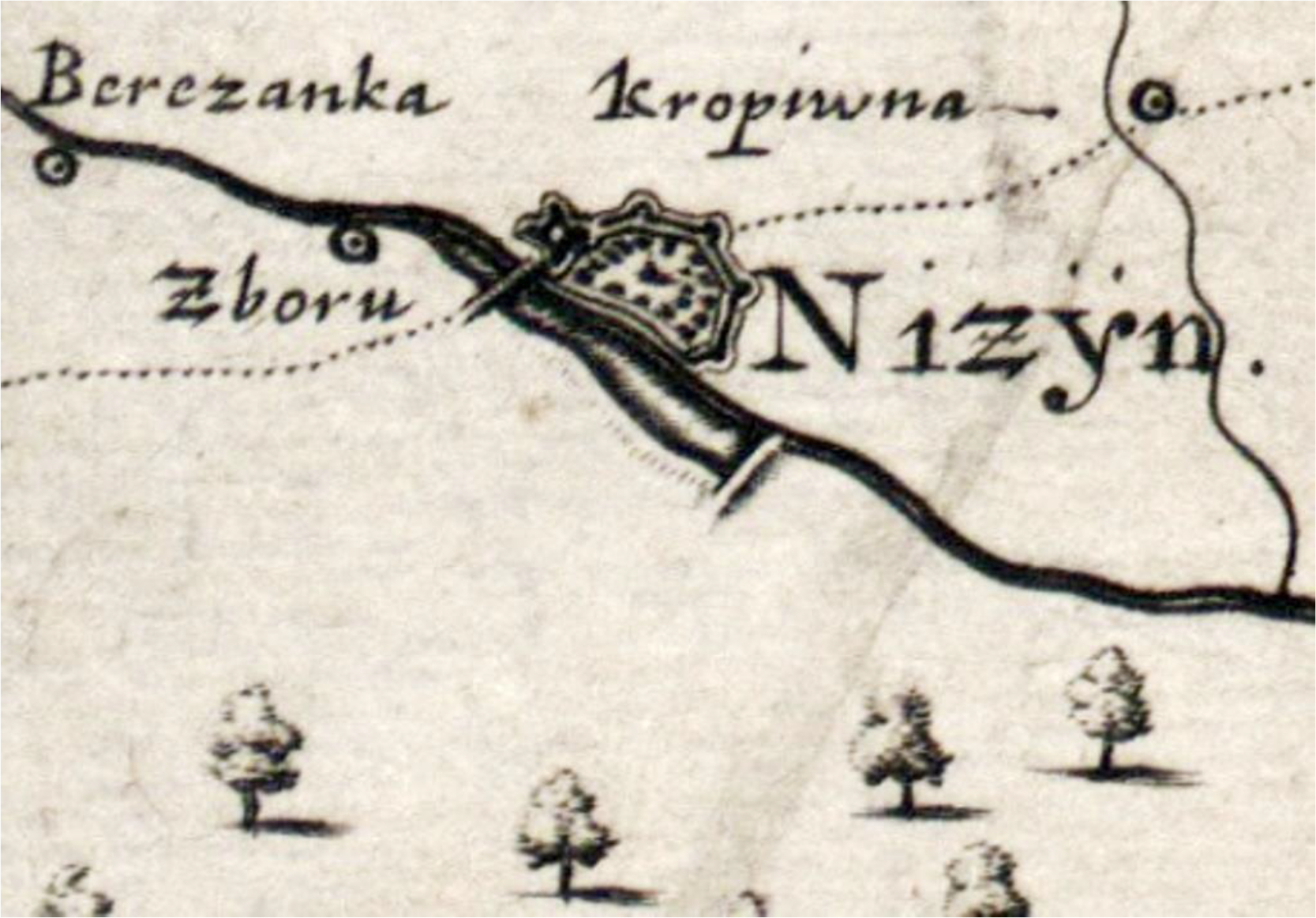
Ніжинська фортеця на карті де Боплана. 1650 рік

У середині XVII століття Ніжин був полковим містом і одним із найбільших центрів Лівобережної України. Мало місто і добре укріплену дерев'яну фортецю з цитаделлю. Контроль над Ніжином давав би московитам змогу налагодити комунікації між армією Олексія Трубецького та гарнізоном Василя Шереметьєва, що перебував у Києві. Крім того — поглибити блокаду сил Григорія Гуляницького у Конотопі.
Планам московитів сприяло хитке становище всередині міста. Командир козацького гарнізону Ніжина — переяславський полковник Тимофій Цицюра — таємно готував здачу міста царським військам. Для цього планував скликати «чорну раду» — саме серед козацької «черні» панували найсильніші антигетьманські настрої.
Знаючи про це, промосковський київський наказний полковник Василь Дворецький і ніжинський протопіп Максим Филимонович написали листа Олексію Трубецькому, закликаючи воєводу вирушити з основними силами на Ніжин, а далі — на Київ, залишивши під Конотопом меншу частину війська для блокування Григорія Гуляницького. Вони запевняли князя, що в Ніжині лише чекають слушної миті, щоб здати місто. Також повідомляли, що в Києві воєвода Василь Шереметьєв підготував плацдарм на лівому березі Дніпра — туди переправилась 1 тис. ратників. Вони були готові до дій назустріч військові Олексія Трубецького.
Князь отримав листа 21 травня, а 25 — послав до Ніжина частину свого війська на чолі з Григорієм Ромодановським і царським стольником Петром Скуратовим. До ніжинців Олексій Трубецькой відправив відозву, у якій закликав здати місто, застерігаючи, що в іншому разі на Ніжин чекає доля Борзни:
| Чтобъ они великому государю въ винахъ своихъ повиновеніе принесли и были подъ его великого государя самодержавною высокою рукою въ вѣчномъ подданствѣ попрежнему, не допуская себя до такова же разоренья, что учинилось надъ Барзенцы за ихъ упорство. [3] |
Проте князь не знав, що ситуація в місті різко змінилась саме перед приходом царського війська. 18 травня гетьман Іван Виговський, що стояв табором під Ірклієвом, відправив до Ніжина підкріплення на чолі з наказним гетьманом Іваном Скоробагатьком. Той очолив гарнізон замість Тиміша Цицюри та зміг за лічені навести порядок у місті.

## Сили сторін

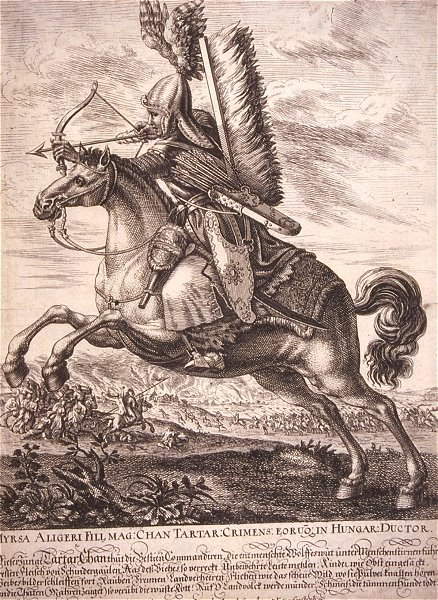
Кримськотатарський мурза. Зображення 1684 року

За свідченням Василя Дворецького у листі до Олексія Трубецького, у місті та його околицях перебувало, щонайменше, чотири-п'ять козацьких полків. Три полки наказний полковник називає: це Переяславський на чолі з Тимішем Цицюрою, Черкаський на чолі з Федором Джулаєм і Корсунський на чолі з Іваном Креховецьким. Середню чисельність одного полку у 1658—1659 роках приблизно оцінюють у 1,5 тисячі козаків, зважаючи на літописні дані про те, що підрозділи були укомплектовані приблизно наполовину. Таким чином, залога Ніжина могла налічувати приблизно 6 — 7,5 тисяч козаків. Також у місті перебувала невідома кількість козацької «черні».
На підмогу козакам Іван Виговський відправив частину своїх найманих хоругов. Участь у битві «ляхів, волохів і сербів» згадують московські донесення. Чисельність цих підрозділів невідома.
Кримські татари, як свідчив Василь Дворецький, перебували за дві версти від міста. Їх налічувалось 6 000. Водночас, більшу цифру називає Літопис Самовидця — 12 000. Літописець вказує, що татарським підрозділом командував Мамсир-мурза — зять кримського хана.
«Надъ Татары и надъ изменники Черкасы промышлять» боярин Олексій Трубецькой відправив полки окольничого воєводи Григорія Ромодановського та стольника воєводи Федора Куракіна «съ товарыщи, полковъ головъ съ сотнями и рейтарскихъ полковниковъ съ рейтары». Полк Ромодановського, згідно зі смотренними списками від 5 червня 1659 року, налічував 7 333 ратників. Це були, переважно, полки «солдатського строю», рейтари, дворяни Бєлгородського розряду, невелика кількість драгунів і донських козаків.
Полк Ф. Куракіна станом на 1 січня 1659 року налічував 4 702 воїни. Складався з піхоти — стрільців, та дворянської кінноти.
«Наказний гетьман» Іван Безпалий відправив на допомогу московитам один зі своїх семи полків. Ним командував Григорій Донець.

## Перебіг битви
27 травня 1659 року московити та козаки Івана Безпалого підійшли до Ніжина. Гетьманські козаки та татари зустріли ворога у полі перед містом — на лівому березі річки Остер. Відбувся запеклий бій. Козаки не змогли стримати натиску московських полків і були змушені відступити за фортечні мури («не додержавши, вступили в город за гетманом наказним», — Літопис Самовидця). Татари ж відступили на південь — у напрямку села Лосинівки. Їх спочатку переслідував Григорій Ромодановський, але згодом московити повернулися під стіни Ніжина.
Воєвода наказав своїм військам переправитися на правий берег Остра — там зосереджувались підрозділи козаків і найманців. Згідно з донесенням Григорія Ромодановського та П. Скуратова, московитам знову вдалося взяти гору та змусити гетьманців до втечі («учинился бой болшой … и гоняли и побивали ихъ на десяти верстахъ»). Проте козаки через деякий час перегрупувалися та знову атакували царські війська під Ніжином. Московські воєводи заявили про свою перемогу і у цьому третьому поспіль бою.
Проте, судячи зі всього, ці перемоги не були такими значними, як вказували у московських донесеннях. Зіштовхнувшись з серйозним опором, московити вирішили відмовитися від штурму міста. Натомість — розорили околиці Ніжина та пограбували один із місцевих монастирів, де перебували біженці із правобережного Тригорського монастиря, розореного за часів Хмельниччини. Наступного року монахи скаржилися цареві, що «дзвони й усі книги церковні та навчальні побрали й до Москви повезли».

## Втрати сторін
Втрати обох сторін у запеклих боях, вочевидь, були значними. Із донесення московських воєвод відомо про 36-тьох полонених із числа оборонців Ніжина: 32-х козаків і татар та чотирьох найманців. У полон потрапив військовий писар Захар Шийкевич, з ним — військова печатка наказаного гетьмана І. Скоробагатька. Московитам вдалося захопити і один козацький прапор.

## Наслідки
На думку історика А. Бульвінського, провал захоплення Ніжина став однією з головних невдач московського командування у війні. Вчений вважає, що О. Трубецькой недооцінив стратегічну важливість міста та послав для його здобуття недостатньо сил. У разі взяття Ніжина, як зазначає історик, гетьманський уряд втратив би зв'язок з північними районами Лівобережжя, які його підтримували, що могло б катастрофічно вплинути на подальший перебіг кампанії.

## Пам'ять
У жовтні 2020 року в Ніжині встановили меморіальний знак на честь оборони міста у 1659 році — козацьку гармату.